# Йохан Якоб фон Кьонигсег
Йохан Якоб фон Кьонигсег (на немски: Johann Jakob von Königsegg; * ок. 1508; † 27 юли 1567) от стария швабски благороднически род Кьонигсег е фрайхер, господар на Кьонигсег и Ротенфелс, Щафен и Марщетен. Замъкът Кьонигсег днес е част от Гугенхаузен в Баден-Вюртемберг.
Той е син на фрайхер Йохан фон Кьонигсег († 1544) и съпругата му Доротея (Анна) Йохана фон Валдбург († 1513), дъщеря на трухсес Йохан III фон Валдбург-Цайл-Валдзее († 1511) и графиня Хелена фон Хоенцолерн (1462 – 1514).
През 1565 г. Йохан Якоб купува графството Ротенфелс при Именщат в Алгой. Внуците му Ханс Вилхелм фон Кьонигсег-Аулендорф († 1663), Хуго фон Кьонигсег-Ротенфелс († 1666) и Йохан Георг фон Кьонигсег-Аулендорф († 1666) са издигнати на имперски графове през 1629 г. от император Фердинанд II.
Графовете фон Кьонигсег-Ротенфелс живеят след това най-вече във Виена, където имат значими позиции в императорския двор. 200 години графовете фон Кьонигсег дават епископи и архиепископи.
Йохан Якоб фон Кьонигсег умира на 27 юли 1567 г.

## Фамилия
Йохан Якоб фон Кьонигсег се жени на 11 май 1556 г. за графиня Елизабет фон Монфор-Ротенфелс-Петербург († сл. 1556), дъщеря на граф Хуго XVI (XIV) фон Монфор-Ротенфелс-Васербург († 1564) и Мария Магдалена фон Шварценберг-Хоенландсберг (1510 – 1543)/ или на втората му съпруга Урсула фон Золмс-Лих. Те имат девет деца:
- Улрих Марквард фон Кьонигсег-Ротенфелс († 25 декември 1620, Констанц)
- Марквард фон Кьонигсег-Аулендорф († 27 август 1626), женен 1593 г. за фрайин Юстина фон Щауфен († 7 януари 1626); син му Ханс Вилхелм фон Кьонигсег-Аулендорф († 30 април 1663) става граф на Кьонигсег и Аулендорф
- Бертхолд фон Кьонигсег-Аулендорф († 25 ноември 1607), женен 1580 г. за графиня Кунигунда фон Цимерн (* 30 януари 1552; † 3 септември 1602); нямат деца
- Хуго фон Кьонигсег-Ротенфелс († 1584/сл. 15 май 1585), неженен
- Мария Магдалена фон Кьонигсег († 26 февруари 1592/1597), омъжена на 21 април 1573 г. за Филип Едуард Фугер-Вайсенхорн (* 11 февруари 1546; † 14 август 1618, Аугсбург)
- Доротея фон Кьонигсег-Ротенфелс († сл. 1613), омъжена 1576 г. за граф Хаупрехт фон Еберщайн (* 30 ноември 1543; † 18 февруари 1587)
- Мария Салома фон Кьонигсег-Ротенфелс († 1 юни 1601), омъжена на 16 ноември 1598 г. за граф Маркс Фугер фон Кирхберг-Вайсенхорн (* 26 април 1564; † 12 декември 1614, Аугсбург)
- Йохан Георг фон Кьонигсег-Аулендорф († 29 август 1622, убит в Блайхах), фрайхер на 20 ноември 1613 г., господар на Ротенфелс, Щауфен и Ебенвайлер, женен I. на 23 април 1589 г. за Кунигунда фон Валдбург фон Волфег-Цайл (* ок. 1570; † 24 ноември 1604), II. на 6 ноември 1606 г. за графиня Йохана фон Еберщайн († 22 април 1633)
- Мария Якобея фон Кьонигсег-Ротенфелс